# Tromblon M60
Tromblon M.60 je bil leta 1960 uveden v Jugoslovansko ljudsko armado. Najprej ga je bilo mogoče pritrditi le na repetirko Zastava M48, kasneje je bil kot fiksiran na voljo na polavtomatski puški Zastava M59/66 (Papovki), možno pa ga je bilo namestiti tudi na jurišno puško Zastava M70.
Vrste min:
- Tromblonska kumulativna mina M.60 (TKM) - namenjena je uničevanju tankov in oklepnih vozil, lahko se uporablja za rušenje bunkerjev, utrjenih zgradb in po potrebi tudi skupinskih tarč (žive sile izven zaklona). Pod kotom 90° lahko prebije 200 mm debelo jekleno ploščo.[1]
- Tromblonska trenutna mina M.60 (TTM) - namenjena je izničenju in uničevanju žive sile in ognjenih sredstev, ki niso zaščitena z oklepom. Efektivni doseg je 100 m.[1]
- Tromblonska dimna mina M.62 (TDM) - namenjena je ustvarjanju manjših dimnih zaves, zaslepljevanju opazovalnih stolpov in strelnih položajev ter označevanju ciljev. Na manjše razdalje je uporaba mogoča z metom iz roke. Mina gori (se kadi ali dimi) 80 - 90 sekund, širina in višina dimne zavese je odvisna od meteoroloških pogojev (hitrosti vetra, zračnega pritiska ipd.). Ko je hitrost vetra 3 m/s (11 km/h) in je zračni pritisk manjši od 760 mm, je dimna zavesa široka do 100 m in visoka do 8 m.[1]
- Tromblonska osvetlitvena mina M.62 (srbohrvaško: Tromblonska osvetljavajuća mina) (TOM) - namenjena je osvetljevanju terena, opažanju sovražnika, iskanju in nakazovanju ciljev ter vznemirjanju sovražnika. Poleg tega se lahko mina uporablja še za označevanje doseglih ciljev, smeri napada lastnih enot, po potrebi pa tudi za vžig lažje vnetljivih snovi.[1]